# Oyampi
Oyampi (port. Guaiampi) skupina indijanskih plemena i jezika porodice Tupí-Guaraní, Velika porodica tupian, kojima se služe Indijanci sjeveroistočne Južne Amerike u Francuskoj Gijani i brazilskim državama Pará i Amapá. Skupina dobiva ime po plemenu Oyampi ili Wayampi s jezicima amapari i oiapoque, a ostali članovi su amanayé s rijeke Capim u državi Pará; anambé s rijeke Cairari, pritoke rijeke Moju u državi Pará; emerillon na rijekama Camopi i Oiapoque, u Brazilu ih više nema; guajá s rijeka Gurupi i Pindare. 
Sastoje se od najmanje 7 plemenskih skupina; među kojima urubu danas u 8 do 10 sela na rijeci Gurupi u državi Maranhão.